# Robert Bojesen
Robert Peel Bojesen (27. december 1841 i Skive – 4. december 1876 i København) var en dansk maler.

## Baggrund
Han var søn af distriktslæge, justitsråd Boe Bojesen i Holbæk (1804-1885) og Jensine Mathilde født Opitius (1810-1879). Bojesen begyndte med at fare til søs, var derefter i skibsbyggerlære i Aabenraa, men fandt sig ikke tilfreds, og besluttede sig for at blive maler.

## Gerning
Bojesen kom til maler Christen Dalsgaard i Sorø, hos hvem han lærte at tegne og male, derpå til København, hvor han i 1866 fik plads i Kunstakademiets Modelskole, og samtidig giftede han sig med Johanne Charlotte Selmer, en datter af overlæge, etatsråd Selmer. I 1870 fik han afgangsbevis som maler, og i 1871 udstillede han sit første ”genrebillede”. Han deltog i 1873 i konkurrencen for Den Neuhausenske Præmie med Christian II og Sigbrit opgjøre Toldregnskaberne, men uden at få præmien, som derimod ved konkurrencen for samme præmie tilkendtes ham i 1875 for Mogens Munk efterlader Opsigelsesbrevet til Christian II i sin Handske (tilhørte grev Frijs-Frijsenborg). To af hans billeder, Marsk Stigs Døtre (1874) og En Pige med en Kat (1876), købtes af Kunstforeningen til bortlodning. Ved denne tid synes hans ungdoms minder at have vakt hans lyst til at blive sømaler, han søgte råd hos sømaler Christian Blache, gjorde flittige studier ved Skagen og Øresund og ville det følgende år atter have konkurreret til Den Neuhausenske Præmie for opgaven Stille Sø med Skibe til Ankers, da døden bortrev den unge lovende kunstner 4. december 1876.
Om tiden i Skagen skrev Poul Carit Andersen:
| „ | Samme år (1874) sent på efteråret kom Robert Bojesen til Skagen. Han var en tung natur, havde forsøgt sig som historiemaler og vundet nogen anerkendelse. Nu ville han forsøge sig som marinemaler, og hans søstudier på Skagen lod ane, at det var hans rette område ... | “ |

Og Alba Schwartz kunne føje flere detaljer til portrættet:
| „ | Senere kom Robert Bojesen til. Han havde ikke haft saa munter en Skæbne. Var familiefader og førte en haard kamp for det daglige Brød. Der maatte spares paa alle Maader; men da han gerne vilde sidde sammen med de andre Kunstnere ved et Bæger om Aftenen, fik han den gamle Brøndum, som havde et mildt Hjerte overfor Kunstnere og Ungdom, til at lade Aften-Toddyen glide ind som Led i den øvrige Forplejning, for de to Kroners Pensionspris. | “ |

Han er begravet på Assistens Kirkegård.